# Grand Prix 2
 (juillet 2017).
Si vous disposez d'ouvrages ou d'articles de référence ou si vous connaissez des sites web de qualité traitant du thème abordé ici, merci de compléter l'article en donnant les références utiles à sa vérifiabilité et en les liant à la section « Notes et références ».
Grand Prix 2 est un jeu vidéo de Formule 1 fonctionnant sous MS-DOS. Il inclut les 28 pilotes, 14 écuries et les 16 circuits du Championnat du monde de formule 1 1994. Ce fut le premier jeu PC avec l’affichage SVGA (800x600).
Il fut l'un des premiers jeux à utiliser l'image de synthèse 3d ainsi que le SVGA, ce qui permit d'afficher une définition d'écran de 800X600 pixels. Une large communauté de joueurs s'est formée dès sa sortie. Des centaines de mods (appelés "carsets") reprennent presque l'intégralité des saisons de Formule 1 jusqu'à 2022 ainsi que des mods CART, Champ Car, IRL, F3000.

## Pilotes
| no | Pilote                | Pays            | Écurie            |
| -- | --------------------- | --------------- | ----------------- |
| 0  | Damon Hill            | Angleterre      | Williams Renault  |
| 2  | Nigel Mansell         | Angleterre      | Williams Renault  |
| 3  | Ukyo Katayama         | Japon           | Tyrrell Yamaha    |
| 4  | Mark Blundell         | Angleterre      | Tyrrell Yamaha    |
| 5  | Michael Schumacher    | Allemagne       | Benetton Ford     |
| 6  | Johnny Herbert        | Angleterre      | Benetton Ford     |
| 7  | Mika Hakkinen         | Finlande        | McLaren Peugeot   |
| 8  | Martin Brundle        | Angleterre      | McLaren Peugeot   |
| 9  | Christian Fittipaldi  | Brésil          | Footwork Ford     |
| 10 | Gianni Morbidelli     | Italie          | Footwork Ford     |
| 11 | Alessandro Zanardi    | Italie          | Lotus Mugen-Honda |
| 12 | Mika Salo             | Finlande        | Lotus Mugen-Honda |
| 14 | Rubens Barrichello    | Brésil          | Jordan Hart       |
| 15 | Eddie Irvine          | Irlande du Nord | Jordan Hart       |
| 19 | Hideki Noda           | Japon           | Larrousse Ford    |
| 20 | Erik Comas            | France          | Larrousse Ford    |
| 21 | Pedro Diniz           | Brésil          | Lola-Ferrari      |
| 22 | Roberto Moreno        | Brésil          | Lola-Ferrari      |
| 23 | Pierluigi Martini     | Italie          | Minardi Ford      |
| 24 | Michele Alboreto      | Italie          | Minardi Ford      |
| 25 | Franck Lagorce        | France          | Ligier Renault    |
| 26 | Olivier Panis         | France          | Ligier Renault    |
| 27 | Jean Alesi            | France          | Ferrari           |
| 28 | Gerhard Berger        | Autriche        | Ferrari           |
| 29 | Jyrki Jarvilehto      | Finlande        | Sauber Mercedes   |
| 30 | Heinz-Harald Frentzen | Allemagne       | Sauber Mercedes   |
| 31 | David Brabham         | Australie       | Simtek Ford       |
| 32 | Taki Inoue            | Japon           | Simtek Ford       |
| 33 | Paul Belmondo         | France          | Pacific Ilmor     |
| 34 | Bertrand Gachot       | France          | Pacific Ilmor     |

## Saison
| Manche | Grand Prix      | Circuit                       | Longueur | Tours | Distance de course |
| ------ | --------------- | ----------------------------- | -------- | ----- | ------------------ |
| 1*     | Afrique du Sud  | Kyalami Racing Circuit        | 4,261 km | 72    | 306,792 km         |
| 2      | Brésil          | Autodromo José Carlos Pace    | 4,325 km | 71    | 307,075 km         |
| 3      | Pacifique       | TI Circuit Aïda               | 3,703 km | 83    | 307,349 km         |
| 4      | Saint-Marin     | Autodromo Enzo e Dino Ferrari | 5,040 km | 61    | 307,440 km         |
| 5      | Monaco          | Circuit de Monte-Carlo        | 3,328 km | 78    | 259,584 km         |
| 6      | Espagne         | Circuit de Catalunya          | 4,747 km | 65    | 308,555 km         |
| 7      | Canada          | Circuit Gilles Villeneuve     | 4,450 km | 69    | 307,050 km         |
| 8      | France          | Circuit de Nevers Magny-Cours | 4,250 km | 72    | 306,000 km         |
| 9      | Grande-Bretagne | Silverstone Circuit           | 5,057 km | 60    | 303,420 km         |
| 10     | Allemagne       | Hockenheimring                | 6,823 km | 45    | 307,035 km         |
| 11     | Hongrie         | Hungaroring                   | 3,968 km | 77    | 305,536 km         |
| 12     | Belgique        | Circuit de Spa-Francorchamps  | 7,001 km | 44    | 308,044 km         |
| 13     | Italie          | Autodromo nazionale di Monza  | 5,800 km | 53    | 307,400 km         |
| 14     | Portugal        | Circuito do Estoril           | 4,360 km | 71    | 309,560 km         |
| 15     | Europe          | Circuito de Jerez             | 4,428 km | 69    | 305,532 km         |
| 16     | Japon           | Suzuka International circuit  | 5,864 km | 53    | 310,792 km         |
| 17     | Australie       | Adelaide Street Circuit       | 3,780 km | 81    | 306,180 km         |

*non inclus dans le jeu

## Accueil
- PC Team : 94 %[1]